# Robert Conquest
George Robert Ackworth Conquest (Malvern, 15 de julho de 1917 – Stanford, 3 de agosto de 2015) foi um proeminente historiador britânico e agente do Information Research Department (IRD), um departamento secreto do Reino Unido na Guerra Fria que produziu mentiras contra grupos de esquerda.
Filho de pai estadunidense e mãe inglesa, é um especialista da história da União Soviética, conhecido pela publicação de O Grande Terror (The Great Terror, 1968), sobre as purgas realizadas sob Stalin na década de 1930, e de Colheita de Amargura (The Harvest of Sorrow, 1986), sobre a política de colectivização da agricultura, nos anos 1929-1931, que segundo ele foi a causa de milhões de vítimas entre os camponeses soviéticos por fome.

## Vida e Carreira

### Estudos e período comunista
Fez os seus estudos de filosofia, política e economia em Winchester, em Grenoble (França) e, por fim, em Oxford, onde se doutorou em história soviética. Tendo aderido ao Partido Comunista Britânico em 1937, em Oxford, viria gradualmente a distanciar-se dele. Durante a Segunda Guerra Mundial serviu como oficial do serviço de informações, mas não há notícia de que tenha utilizado a sua posição para espiar a favor da União Soviética, como nesse período fizeram os "Cinco de Cambridge" e outros espiões britânicos. O seu afastamento do comunismo deu-se na segunda metade da década de 40, quando assistiu ao estabelecimento do regime comunista de tipo soviético na Bulgária, onde estacionou, em 1944-1945, como oficial de ligação das Forças Aliadas junto do exército búlgaro sob comando soviético e, depois, até 1948, como diplomata britânico.[carece de fontes?]

### Trabalho inicial e IRD
Regressado a Inglaterra, trabalhou até meados da década de 50 para o Information Research Department (Departamento de Pesquisa  e Informação), um organismo secreto do Foreign Office (Ministério dos Negócios Estrangeiros) criado em 1948 pelo governo trabalhista para estudar o comunismo e combater ativamente a sua influência interna e externamente, por meio de propaganda, notícias falsas e falsificações. O IRD promoveu um relacionamento secreto, não conhecido pelo público, com jornalistas e jornais proeminentes (como a Reuters), dirigentes sindicais, a ditadura militar brasileira, editoras, etc. Datam desse tempo os seus primeiros textos sobre a União Soviética. Tornou-se, depois, um ensaísta e escritor freelancer, foi editor do semanário The Spectator, escreveu poesia e ficção científica (da qual também foi editor) e ensinou em diversas universidades europeias e americanas, mas destacou-se principalmente como especialista em história soviética, publicando diversas obras sobre o tema, marcadas pelo tema sobre o comunismo.

### Relação com políticos e trabalho tardio

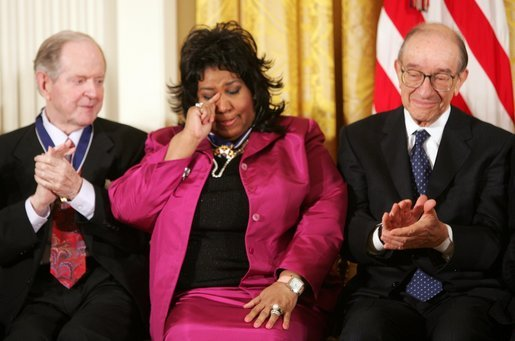
Conquest (esquerda) recebendo a Medalha Presidencial da Liberdade
com Aretha Franklin (centro) e Alan Greenspan (direita) na Casa Branca, 2005

O ensaísta Christopher Hitchens chamou a Robert Conquest "Anti-Sovietchik n.º 1".
Conquest foi um admirador e colaborador de Ronald Reagan, Margaret Thatcher (sua amiga pessoal, para quem chegou a preparar discursos) e, mais recentemente, de Condoleeza Rice. O livro de Conquest intitulado Que Fazer Quando os Russos Vierem: Um Manual de Sobrevivência (What to Do When the Russians Come: A Survivor's Guide, 1984), obra revivalista do clima de 'pavor dos vermelhos' ("Red Scare") dos anos 40-50, foi considerado uma preciosa peça de propaganda em apoio da política de rearmamento de Ronald Reagan, contribuindo para a sua reeleição nesse mesmo ano. Tido como o teórico mais arrojado do lobby pró-americano da política britânica, foi também um eurocéptico radical, propugnador, em alternativa à integração do Reino Unido na União Europeia, de uma associação muito mais frouxa com os países de língua inglesa, a que chamava Anglosfera.
Nos anos 80, já no seu quarto casamento, Conquest foi viver para a Califórnia, ocupando um cargo na Hoover Institution, da Universidade de Stanford, instituição que realizava estudos sobre a Rússia. Na era pós-guerra fria, Conquest revelou-se um céptico das perspectivas de paz e prosperidade na Rússia de Ieltsin e Putin. Foi inicialmente um apoiante da invasão americana e britânica do Iraque, mantendo depois alguma reserva sobre o tema. Foi galardoado por George W. Bush com a "Medalha Presidencial da Liberdade" em Novembro de 2005.
Robert Conquest morreu em Stanford, vítima de pneumonia.

## Obras
- Common Sense About Russia (1960)
- Power and Politics in the USSR (1960)
- Soviet Deportation of Nationalities (1960)
- Courage of Genius: The Pasternak Affair (1961)
- Industrial Workers in the USSR (1967)
- Soviet Nationalities Policy in Practice (1967)
- Agricultural Workers in the USSR (1968)
- The Soviet Police System (1968)
- Religion in the USSR (1968)
- The Soviet Political System (1968)
- Justice and the Legal System in the USSR (1968)
- The Great Terror: Stalin's Purge of the Thirties (1968)
- The Nation Killers: The Soviet Deportation of Nationalities (1970)
- Where Marx Went Wrong (1970)
- Lenin (1972)
- Kolyma: The Arctic Death Camps (1978)
- Inside Stalin's Secret Police: NKVD Politics, 1936-1939 (1985)
- What to Do When the Russians Come: A Survivor's Guide (1985)
- The Harvest of Sorrow: Soviet Collectivization and the Terror-Famine (1986)
- Tyrants and Typewriters: Communiques in the Struggle for Truth (1989)
- Stalin and the Kirov Murder (1989)
- The Great Terror: A Reassessment (1990)
- Stalin: Breaker of Nations (1991)
- History, Humanity, and Truth (1993)
- Reflections on a Ravaged Century (1999)
- The Dragons of Expectation (2004)